# Gorenji Vrh pri Dobrniču
Gorenji Vrh pri Dobrniču je naselje u slovenskoj Općini Trebnju. Gorenji Vrh pri Dobrniču se nalazi u pokrajini Dolenjskoj i statističkoj regiji Jugoistočnoj Sloveniji. 

## Stanovništvo
Prema popisu stanovništva iz 2002. godine naselje je imalo 37 stanovnika.